# يين
يين وادي بين جبلي ضاحك وضويحك بالقرب من الفرش والفريش.

## ما ذكره المؤرخون
قال البکري الاندلسي
یین (بفتح أوّله، وإسكان ثانيه): موضع ذكره أبو الفتح، وقد مضى ذكره في رسم أليون، من حرف الهمزة. وأنشد كراع لعلقمة بن عبدة.
قال الاسکندري
یین (بياءين تحتهما نقطتان، الأولى مفتوحة، ونون): ناحية من أعراض المدينة على بريد منها، وهي منازل أسلم بن خزاعة.
قال یاقوت الحموی
ييْن: (بالفتح ثم السكون، وآخره نون، وليس في كلامهم ما فاؤه وعينه ياء غيره)، قال الزمخشري: بين عين بواد يقال له حورتان وهي اليوم لبني زيد الموسوي من بني الحسن، وقال غيره: يين اسم واد بين ضاحك وضويحك وهما جبلان أسفل الفرش، ذكره ابن جنّي في سر الصناعة، وجاء ذكر يين في السيرة لابن هشام في موضعين: الأول في غزوه بدر وهو أن النبي، صلى الله عليه وسلم، مرّ على تربان ثم على ملل ثم على غميس الحمام من مر يين ثم على صخيرات اليمام، فهو ههنا مضاف إلى مرّ، ثم ذكر في غزاته، ﷺ، لبني لحيان أنه سلك على غراب جبل ثم على مخيض ثم على البتراء ثم صفّق ذات اليسار فخرج على يين ثم على صخيرات اليمام، وقال نصر: يين ناحيه من أعراض المدينة على بريد منها وهي منازل أسلم بن خزاعه، وقال ابن هرمه:
قال عبد المومن البغدادی
يين(بالفتح، ثم السكون، وآخره نون): واد، بين ضاحك وضويحك.
قال السمهودي
يين (بياءين مفتوحة ثم ساكنة ثم نون)، (وليس في كلامهم ما فاؤه وعينه ياء غيره)، (وضبطه الصغاني بفتح الياءين). قال نصر: يين واد به عين من أعراض المدينة، على بريد منها، وهي منازل أسلم من خزاعة.
قال الزمخشري
يين عين بواد يقال له حورتان، لبني زيد الموسوي من بني الحسن. وفي سر الصناعة: يين واد بين ضاحك وضويحك، جبلان بأسفل الفرش. قلت: وسيلهما يصب في حورتين، فلا تخالف، وأثر العين والقرية اليوم موجود هناك، وكان بها فواكه كثيرة، حتى نقل الهجري أن يين بلد فاكهة المدينة، وكانت تعرف من قريب بقرية بني زيد، فوقع بينهم وبين بني يزيد حروب، فجلا بنو زيد عنها إلى الصفراء، وبنو يزيد إلى الفرع، فخربت، وكانت منازل بني أسلم قديما. وعن أسماء بن خارجة الأسلمي قال: دخلت على النبي ﷺ يوم عاشوراء، فقال: أصمت اليوم يا أسماء؟ فقلت: لا، قال: فصم، قلت: قد تغديت، قال: صم ما بقي من يومك، وأمر قومك يصومونه، قال: فأخذت نعلي بيدي فما دخلت رجلي حتى وردت يين على قومي، فقلت: إن رسول الله ﷺ يأمركم أن تصوموا بقية يومكم. وفي حديث أهبان الأسلمي ثم الخزاعي أنه كان يسكن يين، فبينما هو يرعى بحرة الوبرة عدا الذئب على غنمه، الحديث. وقال ابن هرمة:
ومحجة يين طريق درب الفقرة التي في شامي الجمّاوات: لأن يين على يمين طريق مكة قرب ملل، وقال الهجري: قال أبو الحسن: عبود جبل بين مدفع مريين وبين ملل ومريين طريق، أي يسلك هناك ويريد مريين بطريق عبود. وقال ابن إسحاق، في المسير إلى بدر: ثم مر على تربان، ثم على ملل، ثم علي عميس الحمام من مريين ثم علي صخيرات الثمام.